# Metabraxas coryneta
Metabraxas coryneta är en fjärilsart som beskrevs av Swinhoe 1894. Metabraxas coryneta ingår i släktet Metabraxas och familjen mätare. Inga underarter finns listade i Catalogue of Life.